# محكمة غلغت-بلتستان
محكمة غلغت-بلتستان هي محكمة الاستئناف في منطقة غلغت-بلتستان، باكستان. يتم استئناف قرارات المحكمة أمام محكمة الاستئناف العليا في غلغت-بلتستان. وتعمل المحكمة بموجب أمر التمكين والحكم الذاتي لعام 2009 في غلغت-بلتستان وتتمتع بوضع مساوٍ للمحاكم العليا الأخرى في باكستان.   المقر الدائم للمحكمة في غلغت، لكن المحكمة تعقد جلساتها أيضًا من وقت لآخر في سكردو.

## التاريخ
قبل عام 1972، كان غلغت-بلتستان تُعرف باسم المناطق الشمالية وكانت تخضع لحكم لائحة الجرائم الحدودية، والذي تم إلغاؤها في عام 1972. أدخلت وزارة شؤون كشمير وغلغت-بلتستان بعض الإصلاحات القضائية والإدارية وتم إنشاء المحاكم. تم منحها مزيدًا من السلطة بمرور الوقت وفقًا لأوامر المحكمة العليا الباكستانية. في عام 2009، بموجب أمر التمكين والحكم الذاتي في غلغت-بلتستان لعام 2009، تم إنشاء المحكمة بشكلها الحالي.  

## القضاة
تتألف المحكمة من رئيس قضاة وأربعة قضاة آخرين يعينهم مجلس غلغت-بلتستان.

### التركيب الحالي
- رئيس المحكمة القاضي مالك نواز حق (2020 - حتى الآن) [5]
- القاضي علي بايج (2017 - حتى الآن) [3]

## قضاة سابقون

### رؤساء قضاة سابقون
- القاضي صاحب خان
- القاضي محمد علم
- القاضي وزير شكيل أحمد (رُقي إلى محكمة الاستئناف العليا غلغت-بلتستان).

### قضاة سابقون
- القاضي محمد عمر [3]

## روابط خارجية
- رئيس محكمة غلغت-بلتستان